# 日本プロレタリア作家同盟
日本プロレタリア作家同盟（にほんプロレタリアさっかどうめい）は、昭和戦前期に存在したプロレタリア文学の団体である。プロレタリア文学の中でも労農芸術家連盟（文芸戦線派）の社会民主主義的傾向に対立し、戦前から共産主義・非合法時代の日本共産党を支持する立場の作家らの団体である。略称はナルプ。

## 来歴
1928年、全日本無産者芸術連盟（ナップ）が結成されたとき、文学者がその中心を担った。その後、プロレタリア文化運動全体の発展をはかるため、文学・演劇・美術・音楽・映画の各分野ごとにそれぞれの団体をつくり、ナップはその連絡機関として機能するようになった。
1929年2月、日本プロレタリア作家同盟が結成された。
作家同盟は、『戦旗』に登場する作家たちを中心に、新進の小林多喜二や徳永直も加え、プロレタリア文学の中心的存在となった。ソビエトロシアから帰国した中條百合子も、作家同盟に加わった。
しかし、それだけに弾圧も厳しく、1930年には共産党に資金を提供したという容疑で小林多喜二たちが収監された。そのなかでも作家同盟は全国的に組織をひろげていった。
1931年、蔵原惟人は、新しい文化組織の結成を提案した。それは日本プロレタリア文化連盟（コップ）として結実し、作家同盟はそのなかで機関誌『プロレタリア文学』を刊行、小林多喜二の長編『転形期の人々』などを掲載した。また、『文学新聞』も発行し、全国の労働者や農民から作品の投稿を募った。そのなかで優れた作品は、『プロレタリア文学』に掲載された。
しかし、1932年3月から4月にかけて、文化連盟に弾圧がくだった。今回の弾圧は、文化運動そのものを治安維持法違反として問うものであった。中野重治・蔵原惟人・中條百合子たちが検挙され、小林多喜二や宮本顕治は非公然の立場においこまれた。
そのなかで、徳永直たちは、弾圧にあわない組織づくりを訴え、作家同盟を離れた。林房雄も、政治にかかわることを避けて、文学に専念することを主張し、作家同盟の組織は機能しなくなった。
1934年2月、当時作家同盟の書記長だった鹿地亘は作家同盟の解散を決定した。2月22日付けで「ナルプ解体の声明」が発表された。